# Мостовой, Леонид Аркадьевич
Леонид Аркадьевич Мостовой (род. 20 июня 1956, Сочи) — российский политик, член Совета Федерации (2003—2004).

## Биография
Родился 20 июня 1956 года в Сочи. В 1973 году начал работать слесарем машинно-счётной станции города Сочи, в 1974—1975 годах служил в Советской армии. В 1977 году перешёл на комсомольскую работу, начав в должности инструктора Центрального районного комитета ВЛКСМ, в 1981 году окончил Всесоюзный заочный институт пищевой промышленности, к 1990 году являлся заместителем заведующего социально-экономическим отделом Сочинского городского комитета КПСС.
В 1995 году назначен заместителем главы администрации Сочи и председателем Комитета по экономике. С 2000 года работал первым заместителем генерального директора ЗАО «Курортный комплекс „Русь“», с января по май 2001 года — заместителем главы администрации Краснодарского края по развитию Азово-Черноморского побережья, санаторно- курортному комплексу и туризму. В мае 2001 года победил во втором туре выборов мэра Сочи с результатом 60,67 %.
29 декабря 2003 года депутаты Законодательного собрания Краснодарского края были созваны на внеочередное заседание и по инициативе губернатора Краснодарского края Александра Ткачёва утвердили в числе прочего назначение Леонида Мостового членом Совета Федерации — представителем исполнительного органа государственной власти края (в тот момент сам Мостовой находился в больнице). 6 января 2004 года депутаты законодательного собрания Сочи на экстренной сессии единогласно приняли отставку Леонида Мостового с должности мэра.
28 января 2004 года постановлением Совета Федерации № 3-СФ подтверждены полномочия Л. А. Мостового с 29 декабря 2003 года.
24 декабря 2004 года постановлением Совета Федерации № 405-СФ полномочия Мостового прекращены с 8 декабря 2004 года ввиду истечения срока полномочий главы администрации Краснодарского края.